# David Stockdale
David Adam Stockdale (Leeds, 28 september 1985) is een Engels voetballer die als doelman speelt. Hij verruilde in 2014 Fulham voor Brighton & Hove Albion.

## Clubcarrière
Stockdale begon zijn voetbalcarrière bij Huddersfield Town en trok in 2000 naar York City. Die club leende hem tweemaal uit aan, eerst aan Wakefield-Emley en daarna aan Worksop Town. Op 1 augustus 2006 tekende hij een eenjarig contract bij Darlington. In twee seizoenen speelde hij er 47 wedstrijden. In 2008 tekende hij bij Fulham, dat een bedrag van ongeveer €400.000 euro op tafel legde voor hem. Fulham leende hem reeds meermaals uit aan onder meer Rotherham United, Leicester City, Plymouth Argyle en Ipswich Town. Op 22 november 2012 werd hij voor de vierde maal uitgeleend, ditmaal aan Hull City. Hij debuteerde twee dagen later in een thuiswedstrijd tegen Burnley. Na vijf wedstrijden werd hij teruggeroepen op 19 december 2012. Fulham leende hem opnieuw uit aan Hull City op op 18 januari 2013. In 18 competitiewedstrijden slikte hij slechts 19 tegendoelpunten en haalde hij 7 cleansheets. Bij Fulham zou hij moeten concurreren met de 40-jarige Australiër Mark Schwarzer, die aan het einde van het lopende seizoen einde contract was, en de jonge onervaren Filipijn Neil Etheridge. Op 4 mei 2013 speelde Hull City gelijk bij kampioen Cardiff City. Doordat concurrent Watford verloor bij Leeds United, verzekerde Hull City zich via de tweede plaats van promotie naar de Premier League. De laatste keer dat Hull City daarvoor actief was op het hoogste niveau, was in het seizoen 2009-2010. Sinds 2014 speelt hij voor Brighton & Hove Albion waarmee hij in 2017 naar de Premier League promoveerde.

## Interlandcarrière
Stockdale werd opgeroepen voor het EK-kwalificatieduel tegen Zwitserland op 4 juni 2011. Echter was zijn huwelijk een dag eerder gepland, waardoor hij bedankte voor de uitnodiging.